# علم العراق
اُعتمِد أول علم للعراق عام 1921، عند إنشاء المملكة العراقية الهاشمية، واُستمِدت ألوان العلم من أحد أبيات قصيدة الشاعر صفي الدين الحلي. عام 1958 أُقِرَّ علم جديد للاتحاد الهاشمي بين المملكة العراقية والمملكة الأردنية، مع احتفاظ كل بلد بعَلَمه الخاص به.
بعد ثورة 14 تموز، أُقِرَّ علمُ الجُمْهورية العِراقية. وفي عام 1963 أُقِرَّ علمٌ جديد للبلاد ويرمز للوحدة العربية بين مصر والعراق وسوريا.، بعد حرب الخليج الثانية أُقر قانون علم العراق ووضعت عبارة «الله أكبر» بخط صدام حسين.
بعد الغزو الأمريكي للعراق، وضِع مقترح لعلم عراقي جديد واجه انتقادات شديدة ولاذعة، ولم يلقَ ترحيباً. وبعد 2004 أجري تعديل طفيف على العلم العراقي باستبدال عبارة «الله أكبر» وجعلها بالخط الكوفي بدلاً من خط صدام حسين.
وفي عام 2008 أقر البرلمان العراقي قانون العلم العراقي الذي أزيلت منه النجوم الثلاث ودلالاتها، ورُفِع العَلم العراقي في إقليم كردستان العراق، بعدما كان ممنوعاً رفعه.

## التاريخ

### 1921–1958

1921-1959

اُعتمد أول علم للعراق عام 1921م، عند إنشاء المملكة العراقية الهاشمية في عهد الانتداب البريطاني. وكان العلم يحوي خطوطاً أفقية بالترتيب أسود-أبيض-أخضر، مع شبه منحرف أحمر في الجانب، وقد اُستمِدت هذه الألوان من أحد أبيات قصيدة الشاعر صفي الدين الحلي.
بالإضافة إلى نجمتين سباعيتين بيضاويتين ترمزان إلى المحافظات ال14 في المملكة. وتصميم العلم وألوانه مشابهان لتصميم علم الثورة العربية الكبرى، التي قام بها الهاشميون على الحكم العثماني خلال الحرب العالمية الأولى.
وقد جاء في القانون الأساسي العراقي، الذي أقر عام 1925، شكل العلم على التالي: «طوله ضعفا عرضه ويقسم أفقياً إلى ثلاثة ألوان متساوية ومتوازية أعلاها الأسود فالأبيض فالأخضر على أن يحتوي على شبه منحرف أحمر من جهة السارية تكون قاعدته العظمى مساوية لعرض العلم والقاعدة الصغرى مساوية لعرض اللون الأبيض وارتفاعه ربع طول العلم وفي وسطه كوكبان أبيضان ذو سبعة أضلاع يكون على وضع عمودي يوازي السارية».

### 1958

1958

في عام 1958، نتيجة للاتحاد الهاشمي بين المملكة العراقية والمملكة الأردنية، اعتمد علم جديد وقد وردت مواصفاته في المادة السابعة من دستور الاتحاد العربي، بأن يكون «طوله ضعفا عرضه ومقسم أفقياً إلى ثلاثة ألوان متساوية ومتوازية أعلاها الأسود فالأبيض فالأخضر يوضع عليها من ناحية السارية مثلث أحمر متساوي الأضلاع تكون قاعدته مساوية لعرض العلم». ومع ذلك لكلا الدولتين الحق في الاحتفاظ بعلمها الخاص.

### 1959 - 1963

1959-1963

بعد ثورة 14 تموز التي أطاحت بالنظام الملكي، وأعلنت الجمهورية العِراقية، أصبح من الضروري إنشاء علم جديد يلائم الوضع الجديد للعراق والتطورات التي حصلت، وقد جاء في قانون علم الجُمهُورية العِراقية بأن العلم يتألف من الألوان الأسود والأبيض والأخضر والأحمر العاتق والأصفر وهي الألوان التي تُمثل أدوراً مجيدة في تاريخ العراق والأمة العربية، وقد جاء شكل العلم في القانون على النمط الآتي «يكون شكل العلم مستطيلا طوله ضعفا عرضه ويقسم عموديا إلى ثلاثة مستطيلات متساوية أولها من جهة السارية الأسود فالأبيض فالأخضر ويتوسط المستطيل الأبيض النجم العربي (نجم ذو ثمانية رؤوس) لونه أحمر عاتك رمزا لثورة 14 تموز وتتوسط النجم دائرة ذات لون أصفر يحيط بها حزام أبيض وذلك وفقا للنموذج (الملحق ا) المرفق بهذا القانون».
ويرمز اللون الأسود لكل من راية الرسول مُحمد وراية العرب في عصر صدر الإسلام وراية العرب في العراق، واللون الأخضر للعلويين، واللون الأبيض لراية العرب في الشام، واللون الأحمر العاتك لثورة 14 تموز ولراية العرب في الأندلس، واللون الأصفر لراية صلاح الدين الأيوبي، ويمثل النجم المثمن الأحمر العاتق والدائرة الصفراء العرب والأكراد.

### 1991-1963

1963-1991

بحسب قانون العلم الوطني رقم 28 لسنة 1963، يتكون العلم الوطني من ثلاثة ألوان الأسود والأبيض والأحمر وبه ثلاث نجوم كل منها ذات خمس شعب لونها أخضر، على أن تكون الذؤابة الخامسة فوق خط النجمتين المجاورتين إلى الأعلى والمسافات بين النجوم الثلاث وحافتي العلم متساوية ويكون العلم مستطيل الشكل عرضه ثلثا طوله ويكون من ثلاثة مستطيلات متساوية الأبعاد بصورة أفقية، أعلاها باللون الأحمر وأوسطها باللون الأبيض، وأسفلها باللون الأسود، وتتوسط النجوم المستطيل الأبيض. وقد أقر هذا العلم بسبب ميثاق الوحدة الاتحادية بين مصر وسوريا والعراق.

### 1991 - 2004

علم العراق ما بين عامي 1991 - 2004

عام 1986 قرر مجلس قيادة الثورة بقراره المرقم 202 في 3 أغسطس، 1986 بأن يكون شكل العلم على النحو التالي «يكون شكل العلم مستطيلاً يبلغ عرضه ثلثي طوله، وينقسم إلى ثلاثة مستطيلات أفقية متساوية الأبعاد، ويكون المستطيل الأعلى منها أحمر والأوسط أبيض والأسفل أسود، وتكون في المستطيل الأوسط منها ثلاث نجوم خضراء خماسية الزوايا تتجه الذؤابة العليا لكل نجمة إلى الأعلى تماماً، وتكون الزوايا الخارجية لكل منها بمقدار (108) درجات، ويكون قطر الدائرة الخارجية لكل منها التي مركزها مركز النجمة ويمر محيطها من ذؤابات كل منها بنسبة 20% من عرض العلم وتوضع النجوم الثلاث في المستطيل الأوسط أفقياً بحيث تكون المسافة بين حافته اليمنى ومركز النجمة القريبة منها وبين حافته اليسرى ومركز النجمة القريبة منها وبين مركز كل نجمة وأخرى متساوية، والمسافة بين مركز كل نجمة وحافتي المستطيل العليا والسفلى متساوية، وتكون على الوجهين عبارة (الله أكبر) كلمة (الله) بعد النجمة الأولى وكلمة (أكبر) بعد النجمة الثانية مكتوبة بخط الرئيس صدام حسين رئيس الجمهورية وباللون الأخضر، وتكون نسبة تثبيت وتوثيق الانعكاسات الطيفية لألوان العلم بحدود مدى رؤية الإنسان في ضوء النهار من طول موجة (400 ــ 700) نانوميتر، أي بحدود الضوء المرئي وذلك وفق الشكل الملحق بهذا القانون». وتمثل ألوان العلم الرايات الإسلامية وتحذف النُجوم ودلالاتها، وأول من أستعمل عبارة الله أكبر في الراية الرسمية للدولة الخليفة العباسي هارون الرشيد وأراد صدام حسين بذلك الإشارة لذلك التاريخ وأنه على خطى الرشيد وعظمته.
وفي قانون تعديل قانون علم العراق رقم 33 لعام 1968، جاءت تعديلات على وصف شكل العلم وكانت كالآتي «يكون شكل العلم مستطيلاً يبلغ عرضه ثلثي طوله، وينقسم إلى ثلاثة مستطيلات أفقية متساوية الأبعاد، ويكون الأعلى منها أحمر والأوسط أبيض والأسفل أسود وتكون في الوسط منها ثلاث نجوم خضراء خماسية الزوايا تتجه الذؤابة العليا لكل نجمة إلى الأعلى تماماً وتكون الزوايا الخارجية لكل منها بمقدار (108) درجات، ويكون قطر الدائرة الخارجية لكل منها التي مركزها مركز النجمة ويمر محيطها من ذؤابات كل منها بنسبة 20% من عرض العلم، وتوضع النجوم الثلاث في المستطيل الأوسط أفقياً بحيث تكون المسافة بين حافته اليمنى ومركز النجمة القريبة منها وبين حافته اليسرى ومركز النجمة القريبة منها وبين مركز كل نجمة وأخرى متساوية والمسافة بين مركز كل نجمة وحافتي المستطيل العليا والسفلى متساوية وتكون نسبة تثبيت وتوثيق الانعكاسات الطيفية نانوميتر، أي العلم بحدود مدى رؤية الإنسان في ضوء النهار من طول موجة (400 ــ 700) نانوميتر، أي بحدود الضوء المرئي وذلك وفق الشكل الملحق بهذا القانون».
عام 1991 تم إقرار قانون العلم العراقي واعتماده وكان شكل العلم على الوجه الآتي «يكون شكل العلم مستطيلاً يبلغ عرضه ثلثي طوله، وينقسم إلى ثلاثة مستطيلات أفقية متساوية الأبعاد، ويكون المستطيل الأعلى منها أحمر والأوسط أبيض والأسفل أسود، وتكون في المستطيل الأوسط منها ثلاث نجوم خضراء خماسية الزوايا تتجه الذؤابة العليا لكل نجمة إلى الأعلى تماماً، وتكون الزوايا الخارجية لكل منها بمقدار (108) درجات، ويكون قطر الدائرة الخارجية لكل منها التي مركزها مركز النجمة ويمر محيطها من ذؤابات كل منها بنسبة 20% من عرض العلم وتوضع النجوم الثلاث في المستطيل الأوسط أفقياً بحيث تكون المسافة بين حافته اليمنى ومركز النجمة القريبة منها وبين حافته اليسرى ومركز النجمة القريبة منها وبين مركز كل نجمة وأخرى متساوية، والمسافة بين مركز كل نجمة وحافتي المستطيل العليا والسفلى متساوية، وتكون على الوجهين عبارة (الله أكبر) كلمة (الله) بعد النجمة الأولى وكلمة (أكبر) بعد النجمة الثانية مكتوبة بخط السيد الرئيس القائد صدام حسين رئيس الجمهورية وباللون الأخضر، وتكون نسبة تثبيت وتوثيق الانعكاسات الطيفية لألوان العلم بحدود مدى رؤية الإنسان في ضوء النهار من طول موجة (400  700) نانوميتر، أي بحدود الضوء المرئي وذلك وفق الشكل الملحق بهذا القانون».

#### قطع الهمزة
وفي العام نفسه 1991م، كتب صدّام حسين عبارة «ألله أكبر» بيده بهمزة القطع لا الوصل، وأمرَ بأن توضع على علم العراق، وظلت العبارة مكتوبة حتى عام 2008 حين حُذفت همزة القطع «ألله» وكتبتْ همزة وصل «الله».

علم العراق مكتوباً بقطع الهمزة

ولا تُكتب الهمزة في أول لفظ الجلالة «ألله»، بل تُكتب همزة الوصل «الله»، غيرَ أنها كُتبتْ مقطوعةً في قراءة شاذة لحمّاد عن عاصم، إذ رُويَ عنه «الم، ألله لا إله إلا هو الحي القيّوم»، بقطع الهمزة، وهذا القطع يُعد من النوادر الشاذة في اللغة. في اللهجة البغدادية، عند البدء باسم الجلالة، فإن الهمزة هي همزة قطع دائماً.

### اقتراح عام 2004

العلم المقترح 2004

في عام 2004، وافق مجلس الحكم العراقي على تصميم علم جديد مؤقت للبلاد لاستبدال ذلك الذي كان يستخدم في فترة حكم صدام حسين، ويتألف العلم الجديد من هلال باللون الأزرق الفاتح على خلفيةً بيضاء، وخط باللون الأصفر بين خطين باللون الأزرق في الجزء السفلي من العلم. ويمثل الهلال في تصميم العلم الجديد إلى الإسلام، ويشير الخطين الأزرقين إلى نهري دجلة والفرات، والخط الأصفر إلى الأقلية الكُردية. وكان تصميم العلم الجديد من تصميم المعماري رفعت الجادرجي وقد اُختير من بين أكثر من 30 تصميمياً مختلفاً.
وقد أثار تصميم العلم موجه غضب وانتقادات بين الشعب العراقي، فاُنتقد العلم بأنه لا يعبر عن حضارة العراق وقيمه، والبعض منهم شبهه بالعلم الإسرائيلي، وقد دافع الجادرجي عن تصميم العلم بأنه «يمثل الحضارات التي تعاقبت على أرض الرافدين»، وأن «تصميم أي علم يجب أن يتسم بالبساطة لا بالتعقيد»، وقال أن «القاعدة البيضاء ترمز إلى السلام والتسوية، والهلال للحضارة الإسلامية، بينما الخطان الأزرقان إلى نهري دجلة والفرات، والخط الأصفر يرمز إلى الحضارتين السومرية والبابلية، واللون الأصفر مشتق من ضوء الشمس، وأيضًاً هذا اللون يمثل أكراد العراق»، ورد على أن العلم يشبه علم إسرائيل، حيث قال أنه «أقرب إلى العلم اليوناني» وتساءل «لماذا الخوف من إسرائيل إلى هذا الحد؟» وقال أن النسخة التي نُشرت لا تمثل التصميم الأصلي للعلم وهي مختلفة من حيث تناسب مساحة الألوان إضافة إلى أن الخطين الأزرقين أكثر نحافة مما ظهر.
وقد نظم طلاب جامعة الموصل في شمال العراق مظاهرة احتجاج ضد العلم العراقي الجديد. وقد أحرق بعض العراقيين العلم الجديد للعراق.

### 2008-2004
وفي 7 مايو، 2004 تم الكشف عن التصميم الجديد لعلم الدولة، ووافق مسؤولو مجلس الحكم العراقي على التصميم.

علم العراق مايين 2004 - 2008

اُستبدل خط الكتابة الموجودة على العلم العراقي عام 2004م فبدلاً من أن تكون عبارة (الله أكبر) مكتوبة بخط يد صدام حسين أصبحت تُكتب بالخط الكوفي. وقد أُجري هذا التغيير في العلم في يناير -كانون الثاني- عام 2008

### 2008 - حتى الآن

علم العراق 2008 - الآن

في 22 يناير 2008 أقر مجلس النواب العراقي قانون تغيير العلم والذي أزال بموجبه النجوم الثلاثة (التي كانت ترمز سابقاً إلى الوحدة التي لم تحدث بين مصر وسوريا والعراق سنة 1963)، وإبقاء خط عبارة «الله أكبر» بالخط الكوفي حسب قانون التعديل الأول للقانون رقم (9) لسنة 2008  وقد رفع العلم الجديد على مبنى رئاسة الحكومة في المنطقة الخضراء.
وقد كان العلم العراقي ذو الثلاث نجوم ممنوعاً من الرفع في إقليم كردستان، بحسب أمر من مسعود بارزاني، ويتوجب رفع أعلام إقليم كردستان العراق، وبعد إقرار قانون العلم الجديد، بدأت كردستان العراق برفع العلم العراقي الجديد فوق مبنى البرلمان، وقد رُفِع العلم الجديد في إقليم كردستان العراق.

## تصميم العلم

### المواصفات
حسب دائرة التنسيق والمراسم المرتبطة بأمانة مجلس الوزراء، فإن العلم العراقي مكون من ثلاث ألوان مرتبة أفقيًا، وهي مرتبة كالتالي من الأعلى (الأحمر، الأبيض، الأسود). وفي منتصف اللون الأبيض، تكتب عبارة التكبير «الله اكبر» بالخط الكوفي باللون الأخضر. ومعنى ألوان العلم، مستمد من القصيدة التالية لصفي الدين الحلي:

### الألوان
|                                      | الأخضر     | الأبيض      | الأسود     | الأحمر     |
| ------------------------------------ | ---------- | ----------- | ---------- | ---------- |
| النموذج اللوني سيان ماجنتا أصفر أسود | 99/0/50/52 | 0/0/0/0     | 10/0/0/100 | 72/62/0/22 |
| النموذج اللوني أحمر أخضر أزرق        | 1/123/61   | 255/255/255 | 0/0/0      | 205/17/37  |
| نظام عد ستة عشري                     | #017B3D    | #FFFFFF     | #000000    | #CD1125    |

## العلم في الدستور والقانون

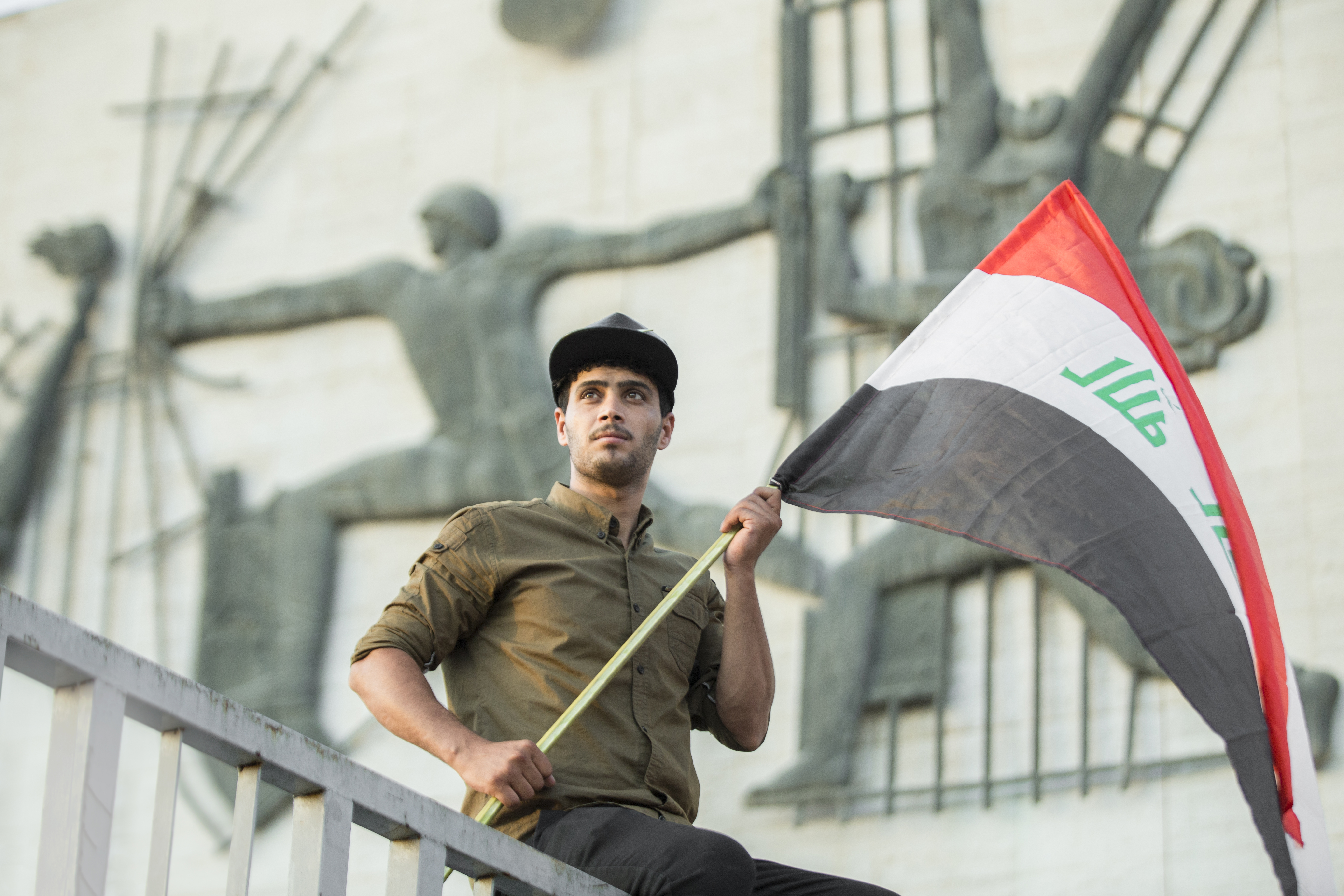
علم العراق اثناء رفعه بيد أحد الشباب في ساحة التحرير، بغداد.

في القانون الأساسي العراقي لعام 1925، جاء في المادة الرابعة منه، وصف العلم.
| علم العراق | طوله ضعفا عرضه ويقسم أفقياً إلى ثلاثة ألوان متساوية ومتوازية، أعلاها الأسود فالأبيض فالأخضر، على أن يحتوي على شبه منحرف أحمر من جهة السارية تكون قاعدته العظمى مساوية لعرض العلم، والقاعدة الصغرى مساوية لعرض اللون الأبيض، وارتفاعه ربع طول العلم، وفي وسطه كوكبان أبيضان ذوا سبعة أضلاع يكونان على وضع عمودي يوازي السارية. أما أوضاع العلم وشعار الدولة وشاراتها ورتبها فتعين بقوانين خاصة. | علم العراق |

 وفي دستور الاتحاد العربي بين المملكة العراقية والمملكة الأردنية جاء في المادة السابعة مِنه:
| علم العراق | طوله ضعفا عرضه ومقسم أفقياً إلى ثلاثة ألوان متساوية ومتوازية أعلاها الأسود فالأبيض فالأخضر يوضع عليها من ناحية السارية مثلث أحمر متساوي الأضلاع تكون قاعدته مساوية لعرض العلم. | علم العراق |

وفي الفقرة ج من المادة السابعة جاء:
| علم العراق | تحتفظ كل دولة من الدول الأعضاء بعلمها الخاص. | علم العراق |

وفي دستور الجُمْهورية العِراقية لعام 1958 فقد جاء في المادة السادسة مِنه.
| علم العراق | يعين العلم العراقي وشعار الجمهورية العراقية والأحكام الخاصة بهما بقانون. | علم العراق |

وجاء في الدستور المؤقت لعام 1963، في المادة الخامسة والتسعون.
| علم العراق | يبين القانون العلم الوطني والأحكام الخاصة به كما يبين القانون شعار الدولة والأحكام الخاصة به. | علم العراق |

وفي دستور عام 1968 المؤقت جاءت في المادة السادسة مِنه.
| علم العراق | يعين العلم العراقي وشعار الجمهورية العراقية والأحكام الخاصة بهما بقانون. | علم العراق |

وجاء في الدستور المؤقت لعام 1970، في المادة التاسعة.
| علم العراق | علم الجمهورية العراقية وشعارها والأحكام المتعلقة بهما تحدد بقانون. | علم العراق |

وجاء في قانون إدارة الدولة العراقية للمرحلة الانتقالية لعام 2004 في المادة الثامنة.
| علم العراق | يحدّد علم الدولة ونشيدها وشعارها بقانون. | علم العراق |

وفي دستور عام 2005، جاءت في المادة الثانية عشر من الدِستور.
| علم العراق | نظم بقانونٍ، علم العراق وشعاره ونشيده الوطني بما يرمز إلى مكونات الشعب العراقي. | علم العراق |

### بروتوكولات العلم
بحسب نظام علم العراق رقم (6) لسنة 1986.
- جاء في المادة الثانية من القانون

أولًا:
| علم العراق | يرفع العلم في مكتب رئيس الجمهورية على سارية توضع إلى يمينه على الأرض. | علم العراق |

ثانيًا:
| علم العراق | يرفع في صدور قاعات الاستقبال والاجتماعات والمادب التي يحضرها رئيس الجمهورية علمان يتوسطهما شعار الجمهورية العراقية. | علم العراق |

ثالثًا:
| علم العراق | يرفع العلم على سارية في الجهة اليمنى وعلى سارية في الجهة اليسرى من مقدمة السيارة التي يستقلها الرئيس في تنقلاته الرسمية. | علم العراق |

رابعًا:
| علم العراق | يرفع العلم على النافذة اليمنى وعلى النافذة اليسرى من الطائرة التي يستقلها رئيس الجمهورية في تنقلاته الرسمية وذلك قبل الاقلاع وبعد الهبوط. | علم العراق |

خامسًا:
| علم العراق | يرفع العلم على النافذة اليمنى وعلم الدولة التي يزورها رئيس الجمهورية على النافذة اليسرى من الطائرة التي يستقلها في زياراته الرسمية، وذلك بعد الهبوط وقبل الاقلاع، وتحدد النافذتان بالنظر اليهما من داخل الطائرة. | علم العراق |

## وصلات خارجية
- البرلمان العراقي يوافق على العلم الجديد (بالإنجليزية)
- العراق يكشف النقاب عن العلم الوطني الجديد (بي بي سي) (بالإنجليزية)
- العلم العراقي المُثير للجَدَل (الجزيرة) (بالإنجليزية)
- حرق وغضب للعلم: العراقيون غاضبون من العلم الجديد الذي صُمم في لندن (الإندبندنت) (بالإنجليزية)
- أعلام العراق الحديث 1921- إلى الوقت الحاضر
- (بالإنجليزية) "وصف العلم". أعلام العالم.
- مقالة في نيويورك تايمز على علم العراق (بالإنجليزية)
- مشروع العدالة العالمية: العراق وصلة إنجليزية
- حكاية علم - العراق يوتيوب الجزيرة نت